# Niamey
Niamey Niger fővárosa és legnépesebb városa, mely a Niger folyó bal partján terül el. Itt található az ország adminisztrációs, gazdasági, kereskedelmi és közlekedési központja.

## Földrajz
Az adminisztrációs, gazdasági és kereskedelmi központok nagy része a keleti, bal parton található. A Niger folyót a városnál két híd szeli át, a Kennedy-híd és a Barátság-híd. A jobb parton lévő kisebb települések Gaweye, Saguia, Lamorde, Saga és Karadje. Itt található az Abdou Moumouni egyetem is.
A Niger folyó északnyugat-délkelet irányú áramlása a város után hirtelen déli irányúvá válik. A város előtt mocsaras szigetek alakultak ki, ezek a várostól délre is megtalálhatók.

### Éghajlat
A város éghajlata félszáraz (semi-arid), rendkívül magas a hőmérséklet egész évben. A legtöbb csapadék június végétől augusztus közepéig esik, a csapadék éves mértéke 540 mm.
| Hónap                                                            | Jan. | Feb. | Már. | Ápr. | Máj. | Jún. | Júl. | Aug. | Szep. | Okt. | Nov. | Dec. | Év   |
| ---------------------------------------------------------------- | ---- | ---- | ---- | ---- | ---- | ---- | ---- | ---- | ----- | ---- | ---- | ---- | ---- |
| Rekord max. hőmérséklet (°C)                                     | 38,2 | 44,0 | 45,0 | 45,6 | 45,1 | 43,5 | 41,0 | 39,6 | 41,8  | 41,2 | 40,7 | 40,0 | 45,6 |
| Átlagos max. hőmérséklet (°C)                                    | 32,5 | 35,7 | 39,1 | 40,9 | 40,2 | 37,2 | 34,0 | 33,0 | 34,4  | 37,8 | 36,2 | 33,3 | 36,2 |
| Átlaghőmérséklet (°C)                                            | 24,3 | 27,3 | 30,9 | 33,8 | 34,0 | 31,5 | 29,0 | 27,9 | 29,0  | 30,8 | 27,5 | 25,0 | 29,3 |
| Átlagos min. hőmérséklet (°C)                                    | 16,1 | 19,0 | 22,9 | 26,5 | 27,7 | 25,7 | 24,1 | 23,2 | 23,6  | 24,2 | 19,5 | 16,7 | 22,4 |
| Rekord min. hőmérséklet (°C)                                     | 12,6 | 14,3 | 18,0 | 21,6 | 22,6 | 20,5 | 20,0 | 20,2 | 20,3  | 15,8 | 13,0 | 12,6 | 12,6 |
| Átl. csapadékmennyiség (mm)                                      | 0    | 0    | 4    | 5    | 34   | 68   | 154  | 170  | 92    | 10   | 1    | 0    | 538  |
| Havi napsütéses órák száma                                       | 297  | 263  | 269  | 252  | 279  | 276  | 257  | 235  | 235   | 285  | 282  | 279  | 3209 |
| Forrás: Hong Kong Observatory, World Meteorological Organization |      |      |      |      |      |      |      |      |       |      |      |      |      |

## Történelem

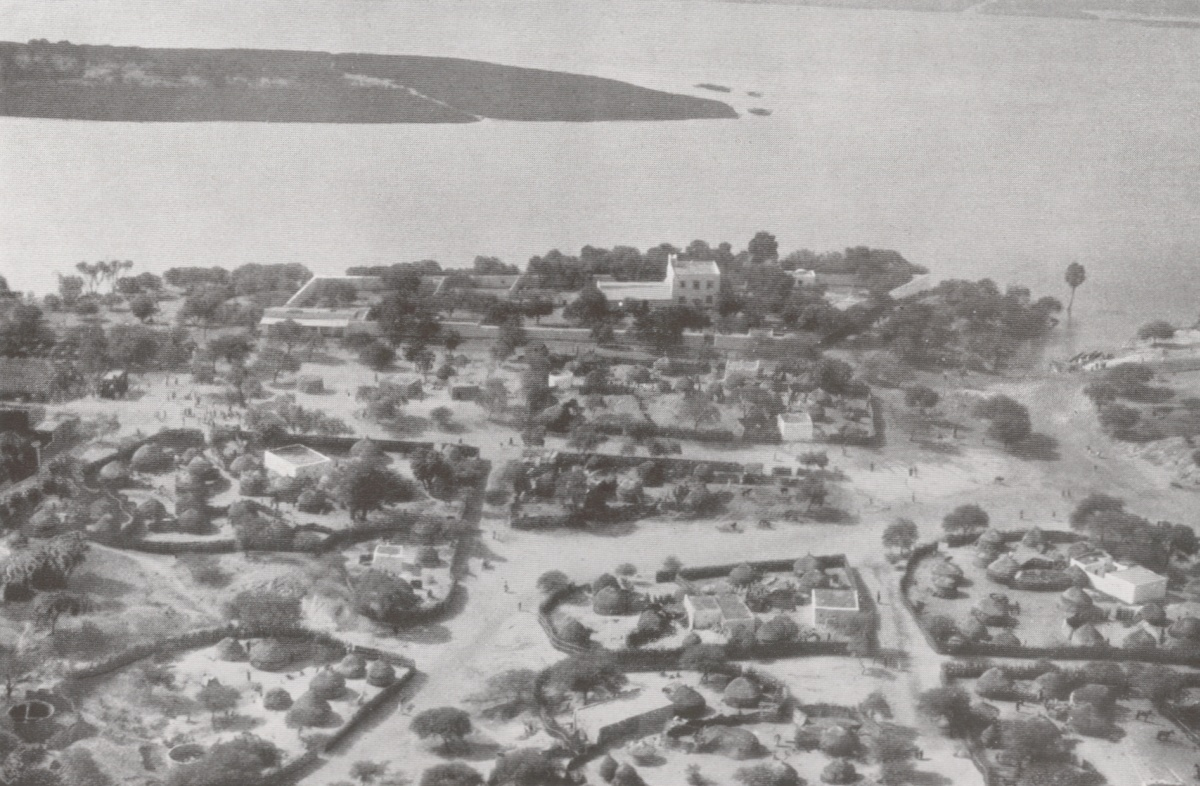
Niamey létképe 1930-ban

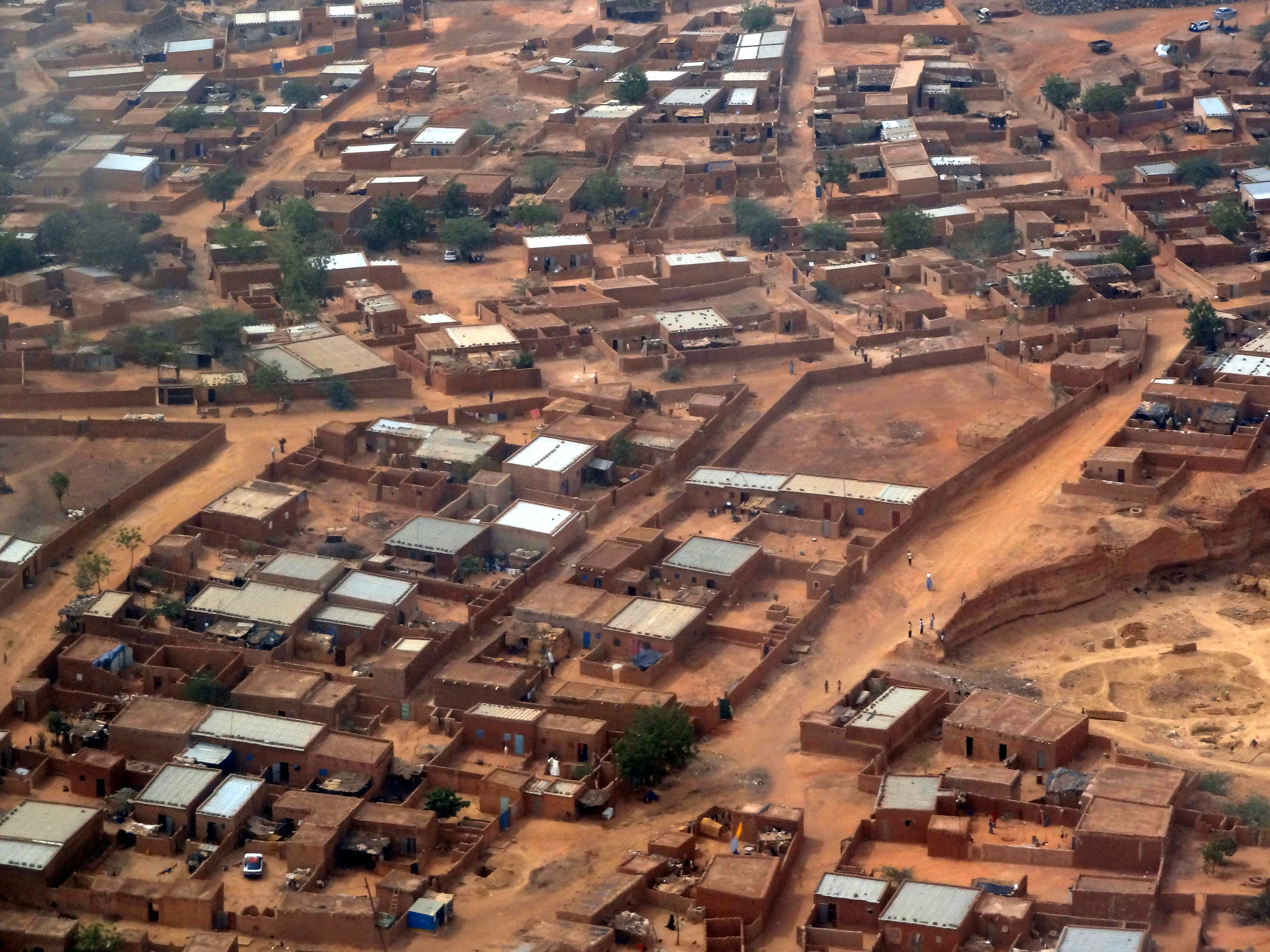
Niamey külvárosa (commune IV.) a magasból

A várost valószínűleg a 18. században alapították, de egészen a francia gyarmatosításig, az 1890-es évekig nem volt jelentős központ. A francia fejlesztéseknek köszönhetően 1926-ban Niger fővárosa lett. A népesség az 1930-as 3000 főről 1980-ra 250 000 főre nőtt.

## Gazdaság
A gyáripari tevékenységet a téglákat, kerámiai árucikkeket, cementet és különféle textíliákat előállító üzemek képviselik. A folyóban halászat folyik.

## Turizmus
A legjelentősebb helyek közé tartozik a Nigeri Nemzeti Múzeum, a nagymecset, de működik itt állatkert, a hazai építészet múzeuma, és egy mesterségközpont is. Ezeken kívül még két jelentős piac is található Niamey-ben.
Niamey-től 145 km távolságra található a Parc Regional du W nemzeti park, ahol viszonylag kevés számú, de sokszínű állatvilág tekinthető meg: antilop, bivaly, elefánt, víziló, oroszlán, krokodil, hiéna, varacskos disznó és több mint 300-féle madárfaj található itt.
Mint a legtöbb nagyvárosban, itt is kerülendő a magányos séta az elhagyatott, sötét utcákon és a Kennedy-hídnál, illetve az értékes tárgyak nyilvános viselése.

## Látnivalók
- Grand Marché piac: Blvd de la Liberté
- Petit Marché piac: Ave de la Mairie
- Musée National du Niger: Niger nemzeti múzeuma
- Grande Mosquée: nagymecset Niamey keleti részén (Ave de l’Islam)
- esténként gyümölcsdenevérek láthatók

## Közlekedés
A város központjától 3-4 km-re délkeletre van Niger legnagyobb nemzetközi repülőtere, a Diori Hamani nemzetközi repülőtér.
A taxik használata „megosztott”, ami azt jelenti, hogy a taxi az első utas úti célja felé halad, de útközben további utasokat is felvesz, amennyiben azok úti célja az első cél irányába esik. A potenciális utasok az út szélén állva kiabálják a saját úti céljukat, és a sofőr dönti el, hogy felveszi-e az új utast vagy sem.
Az ország többi lakott részei felé rendszeres buszközlekedés van, ami előzetes helyfoglalással működik.
A Niger folyó kisebb hajókkal a várostól mindkét irányban hajózható.

## Oktatás
Niamey ad otthont az Abdou Moumouni Egyetemnek.

## Fordítás
- Ez a szócikk részben vagy egészben  a   Niamey című angol Wikipédia-szócikk fordításán alapul.  Az eredeti cikk szerkesztőit annak laptörténete sorolja fel. Ez a jelzés csupán a megfogalmazás eredetét és a szerzői jogokat jelzi, nem szolgál a cikkben szereplő információk forrásmegjelöléseként.